# مرصد فيرمي الفضائي لأشعة غاما

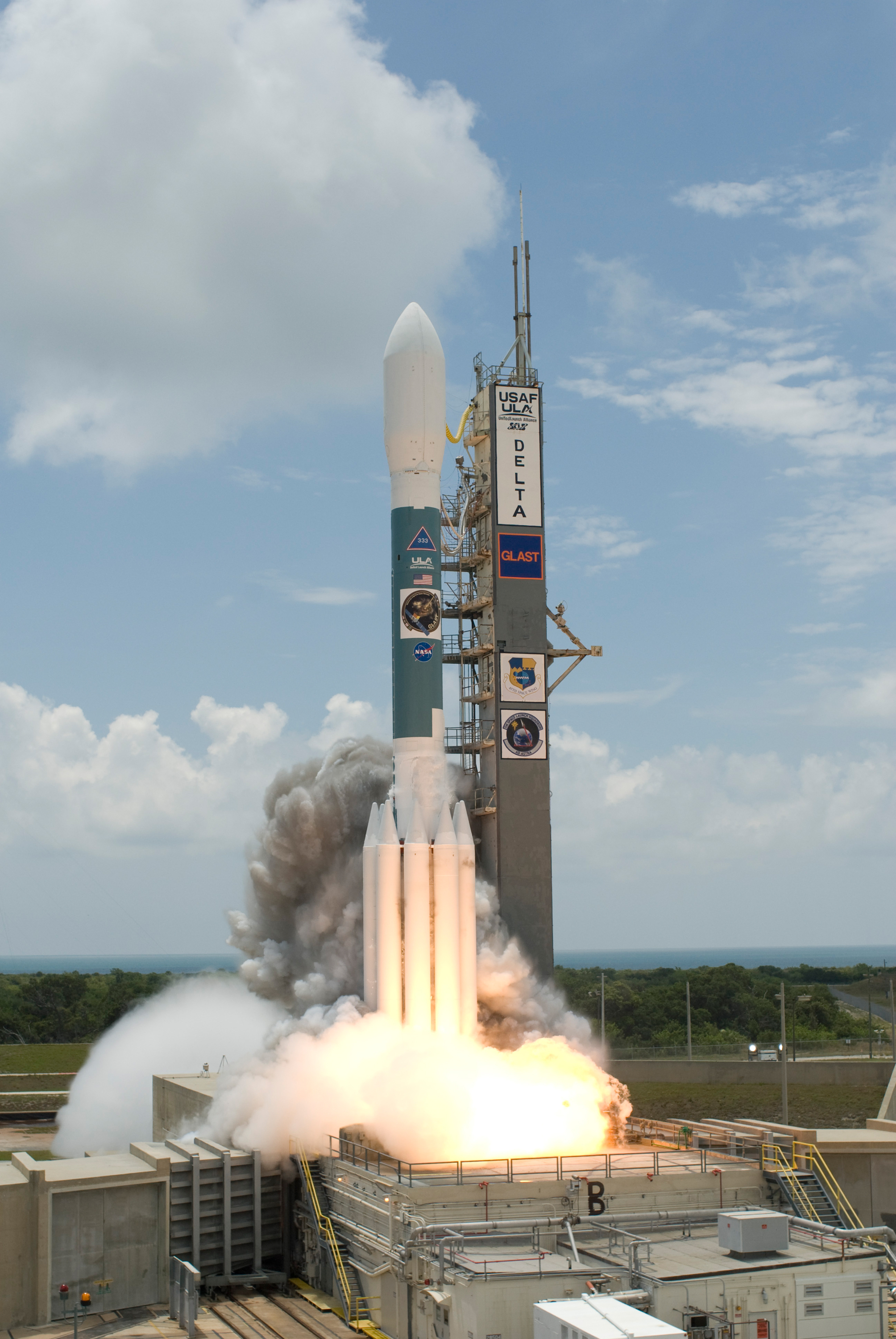
GLAST launch aboard a دلتا 2 rocket, 11 June 2008.

تلسكوب فيرمي الفضائي لأشعة غاما (المسمى سابقا «تلسكوب فيرمي الفضائي لأشعة غاما واسع المساحة»، أو GLAST) هو مسبار فضائي يستخدم لتسجيل أشعة غاما الآتية من أجرام سماوية، يكون هذا المسبار عادة في مدار منخفض حول الأرض. ويتميز المرصد بتلسكوب بمساحة حساسة واسعة Large Area Telescope، ويعتزم علماء الفلك إجراء مسحا شاملا للسماء وقياس أشعة غاما القادمة منها تساعد على فهمنا للظواهر الكونية وكيفية نشأة الكون.
(1) GLAST أطلق في 2008/06/11 16:05 بتوقيت جرينتش على متن Delta II 7920- H صاروخ. البعثة هي مشروع مشترك لناسا، وزارة الطاقة ب الولايات المتحدة الأمريكية، والوكالة الأوروبية لأبحاث الفضاء المشتركة فيها حكومات فرنسا وألمانيا وإيطاليا، وبالإضافة إلى اليابان والسويد.
(2)أعلنت ناسا بتاريخ 2008/02/08 أنها تسعى للحصول على اسم جديد من شأنه «لفت الانتباه إلى أشعة غاما العالية الطاقة التي تأتينا من الفضاء وتشجيع علم الفلك.»

## نظرة عامة
يشمل مرصد فيرمي الفضائي لأشعة غاما اثنين من الأجهزة العلمية: تلسكوب ذو المساحة الواسعة (LAT)، وراصد انفجارات أشعة غاما. هو كاشف التصوير لأشعة غاما (أ - جهاز تحويل الزوج) الذي يكتشف الفوتونات ذات الطاقة من 30 مليون إلكترون فولت إلى نحو 300 مليار إلكترون فولت GeV، مع مجال للرؤية حوالي 20 ٪ من السماء. ويعتبر مكملا مرصد كومبتون لأشعة غاما. ويتكون من 14 عداد وميضي (اثني عشر من بلورات بلورات يوديد الصوديوم للطاقة 8 كيلو إلكترون فولت إلى مليون إلكترون فولت MeV، واثنين من بلورات جرمانات البزموت حساسيتها بين 150 كيلو إلكترون فولت إلى 30 مليون إلكترون فولت)، ويمكن الكشف عن انفجارات أشعة غاما في كل أنحاء السماء.

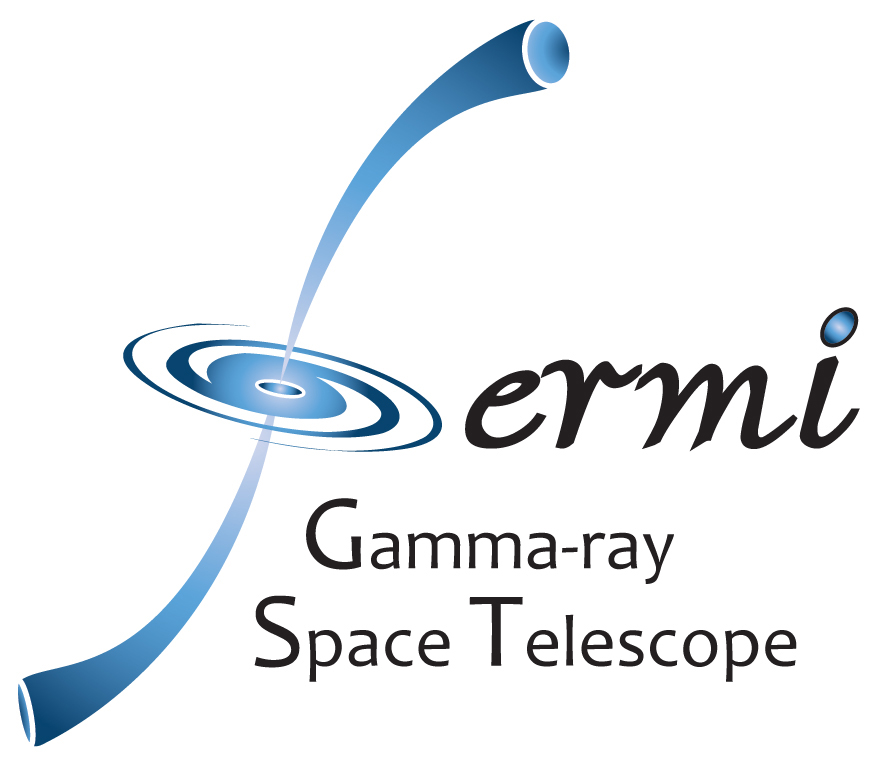
Fermi G.S.T. logo

صمم مسبار الفضاء الذي يحمل الأجهزة في جيلبرت ب أريزونا. وستتوجه إلى مدار دائري منخفض حول الأرض، حيث تبلغ دورته حول الأرض مدة 95 دقيقة. في الوضع العادي من عملية القياس يمكن المحافظة على توجه الجهاز لينظر بعيدا عن الأرض في زوايا مختلفة، ويضبط ذلك بواسطة جيروسكوبات لتحقيق التعادل في تغطية السماء. وسيجتاح نظرة الجهاز جميع أنحاء السماء حوالي 16 مرة في اليوم الواحد. يمكن للمسبار أيضا ان يحافظ على التوجه الذي يشير إلى هدف معين يتم اختياره.
اختبر كلا الجهازين للعمل في ظروف الفضاء، بما في ذلك الاهتزاز، والعمل في الفراغ، وارتفاع وانخفاض درجات الحرارة للتأكد من صموده وسلامته أثناء الإطلاق وتحمله ظروف الفضاء، وإمكانية الاتصال. صنع المسبار من شركة General Dynamics ASCENT في جيلبرت، ولاية أريزونا. وستكون بيانات الجهاز متاحة للجمهور من خلال GLAST موقع مركز دعم العلوم على شبكة الإنترنت.و برامج تحليل البيانات سوف تكون متاحة أيضا للعلماء مع وجود خطط لإجراء الدراسات. العالم الفيزيائي ألان ستيرن، المدير المساعد للعلوم في مقر وكالة ناسا، بدأت المنافسة العامة 2008-02-07، إغلاق 2008-03-31، إلى إعادة تسمية GLAST بطريقة من شأنها "
الإشارة إلى مهمة GLAST ولفت الانتباه إلى أشعة غاما والطاقة العالية وعلم الفلك. وهو شيء لا ينسى للاحتفال به كتجربة مثيرة جديدة مهمة لعلم الفلك.
في يوم 2008-08-26، أعيدت تسمية GLAST «مرصد فيرمي الفضائي لأشعة غاما» تكريما لإنريكو فيرمي، رائد فيزياء الطاقة العالية.

## البعثة

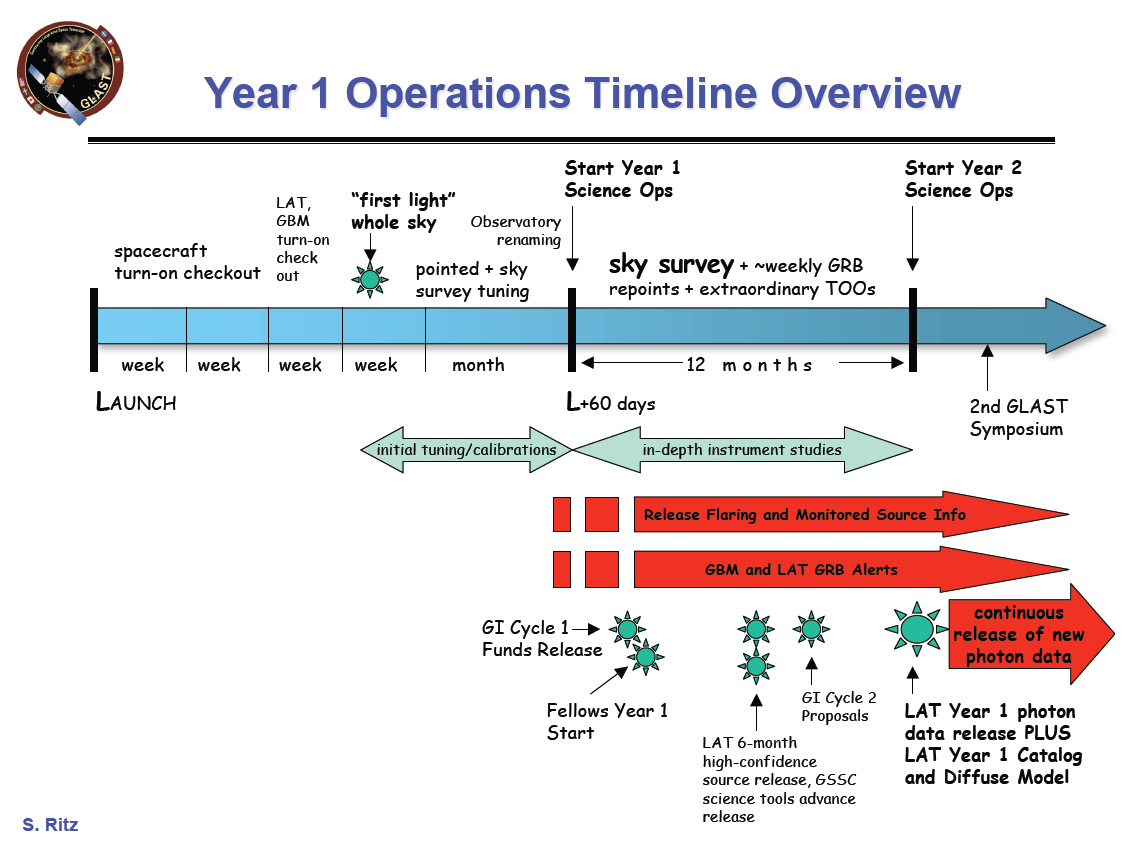
الخطة الزمنية لعمل المسبار.

صممت ناسا البعثة في خمس سنوات، مع وضع هدف لمدة عشر سنوات لإجراء القياسات.
الأهداف الرئيسية للبعثة العلمية GLAST
- فهم آليات تسارع الجزيئات في نواة المجرة النشطة (AGN)، والنجوم النابضة، وبقايا المستعرات العظمى (SNR).
- مسح شامل لأشعة غاما في السماء: مصادر مجهولة الهوية وانتشار الانبعاثات.
- تحديد سلوك الطاقة العالية من انفجارات أشعة غاما.
- البحث عن المادة المظلمة (على سبيل المثال من خلال البحث عن وجود بواقي من أشعة غاما في مركز مجرة درب التبانة وعند نشأة الكون.
- دراسة تبخر الثقوب السوداء الصغرية (MBH) وقياس انفجارات أشعة غاما وإشعاع هوكينغ. وقد رتبت الأكاديميات الوطنية للعلوم هذه المهمة باعتبارها أولوية قصوى.
- Blazars والمجرات النشطة

دراسة أطياف الطاقة وتوزيع الطول الموجي للضوء القادم من blazars وكذلك تحديد انطلاق نفاثات الثقوب السوداء التي تكون بصورة مباشرة إلى الأرض —سواء كانت: (أ) مجموعات من الإلكترونات وبوزيترونات أو (ب) البروتونات فقط.
- انفجارات اشعة غاما

دراسة انفجارات أشعة غاما تكون طاقتها أعلى عدة مرات مما سجل حتى الآن بحيث نستطيع دراستهم وفهم أدق لدورهم في تطور الكون.
- النجوم النيوترونية

دراسة أعمق لنشاط النجوم النابضة في مجرة درب التبانة من أي وقت مضى وذلك لتوسيع فهمنا لتطور النجوم.
دراسة نابض الانبعاثات المغناطيسية وذلك ربما يفسر كيفية تكونها، ودراسة كيف النجوم النابضة تولد رياح الجزيئات بين النجوم.
- الأشعة الكونية وبقايا مستعر أعظم

دراسة أفضل من أي وقت مضى سواء لبقايا السوبرنوفا، وهل هي المسؤولة عن تسارع جسيمات دون ذرية ما بين النجوم.
- مجرة درب التبانة

تقديم بيانات جديدة للمساعدة على تحسين النماذج القائمة على النظرية من مجرتنا الخاصة.
- اشعاع الخلفية لاشعة غاما

دراسة أفضل من أي وقت مضى سواء النوى المجرية النشطة، والمجرات العادية هي المسؤولة عن إشعاع الخلفية لأشعة غاما.
إمكانات هائلة تنتظر اكتشاف إذا كانت هذه المصادر هي مصممة على أن تكون مسؤولة، وفي هذه الحالة يمكن أن يكون سبب أي شيء من الذات إفناء المادة المظلمة تماما لسلسلة من ردود الفعل بين الجسيمات انترسيلار الجديدة التي لم يمكن تصورها.
- في بدايات الكون

دراسة أفضل من أي وقت مضى كيفية تركيزات تغيير المرئية والأشعة فوق البنفسجية على مر الزمن.
ينبغي للبعثة أن تسهل اكتشاف E=mc2 مولودية تعمل في الاتجاه المعاكس، حيث كان واقعيا أن الطاقة تتحول إلى كتلة، في بداية الكون.
- الشمس

دراسة أفضل من أي وقت مضى كيف منطقتنا الشمس تنتج أشعة غاما في التوهجات الشمسية.
- المادة المظلمة

البحث عن أدلة على أن المادة المظلمة تتكون من جزيئات ضخمة ضعيفة التفاعل، واستكمال تجارب مماثلة قد خططت مسبقا لمصادم الجسيمات الضخم فضلا عن غيرها من أجهزة الكشف عن الأرض. القدرة على اكتشاف هائل في هذا المجال ممكن على مدى السنوات العديدة المقبلة.
- الفيزياء الأساسية

اختبار أفضل من أي وقت مضى أنشأت بعض النظريات الفيزيائية، مثل ما إذا كانت سرعة الضوء في الفراغ تبقى ثابتة بغض النظر عن طول الموجة.
نظرية النسبية العامة لاينشتاين ويدعي أنها تتغير، ولكن بعض النماذج في ميكانيكا الكم والجاذبية الكمية ويتوقع أن لا يجوز ألا تتغير.
البحث عن أشعة غاما الناجمة عن الثقوب السوداء السابقة التي انفجرت مرة واحدة، وتوفير إمكانات خطوة أخرى نحو توحيد ميكانيكا الكم والنسبية العامة. تحديد ما إذا كان الفوتونات بطبيعة الحال تنقسم إلى فوتونات أصغر، كما تنبأ ميكانيكا الكم، وتحقق بالفعل في ظل رقابة، من صنع الإنسان الظروف التجريبية.
- اكتشافات مجهول

ويقدر العلماء احتمالا كبيرا للغاية من أجل الاكتشافات العلمية الجديدة، وحتى الاكتشافات الثورية، التي خرجت من هذه المهمة.
أوضاع البعثة
قبل الإطلاق
في: 2008-03-04 المركبة وصلت إلى أستروتك لتجهيز منشأة في ولاية فلوريدا. في 2008-06-04، بعد تأخيرات عديدة سابقة، أصبح مركز الإطلاق في حزيران / يونيو (11)
في أقرب وقت ممكن، التأخير الماضي الناجم عن الحاجة إلى الاستعاضة عن انهاء نظام طيران البطاريات.
ونافذة الإطلاق ممتدة من الساعة 11:45 حتى 1:40 بتوقيت شرق الولايات المتحدة 15:45-17:40 بتوقيت جرينتش) يوميا، حتى عام 2008—08-07.
إطلاق

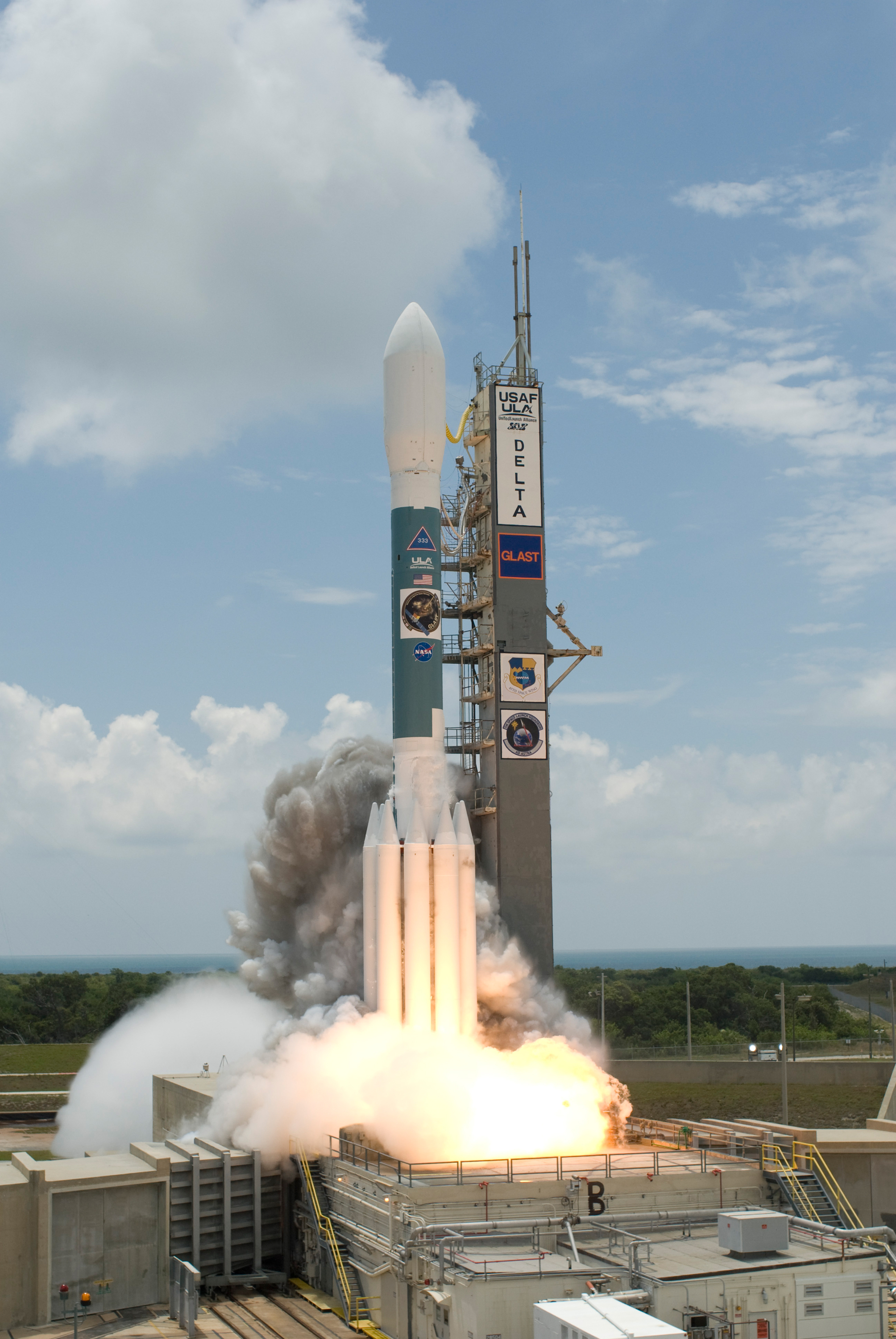
GLAST launch aboard a دلتا 2 rocket, 11 June 2008.

GLAST الإطلاق على متن دلتا الثاني الصواريخ، 11 يونيو 2008.
حدث الإطلاق بنجاح في 2008/06/11 في 16:05، والمركبة الفضائية انفصلت عن الصاروخ الحامل في نحو 75 دقيقة.
غادرت سفينة الفضاء من منصة باء في كيب كانافيرال الجوية 17 مجمع الإطلاق الفضائية على متن دلتا 7920H - 10C الصواريخ.
المدار
GLAST يتواجد في مدار منخفض حول الأرض دائرية على ارتفاع 550 كم (340 ميل)، وعلى ميل من 28.5 درجة مئوية.
تعديلات البرمجيات
GLAST تلقى بعض التعديلات الطفيفة لبرامج الكمبيوتر 2008/06/23.
LAT/GBM الأجهزة التنفيذية
أجهزة الكمبيوتر التي تعمل كل من LATوحاسبات (أنظر أدناه)، ومعظم مكوناتLAT كانت قيد التشغيل، 2008-06-24.
جهد LAT العالي كان قيد التشغيل، 2008-06-25، وانه بدأ الكشف عن الجسيمات العالية الطاقة من الفضاء، وإجراء تعديلات طفيفة ولكن لا تزال هناك حاجة لمعايرة الجهاز. جهد GBM العالي تم تشغيله أيضا، 2008-06-25، ولكن كان GBM لا يزال يتطلب أسبوع واحد للاختبار والمعايرة قبل البحث عن انفجارات اشعة غاما.
وضع مسح السماء
GLAST كان من المتوقع أن تكون قد حولت إلى «وضع مسح السماء» في 2008/06/26 بحيث تبدأ كاسحة في مجال الرؤية في سماء كامل كل ثلاث ساعات (كل مدارين).
الاكتشافات

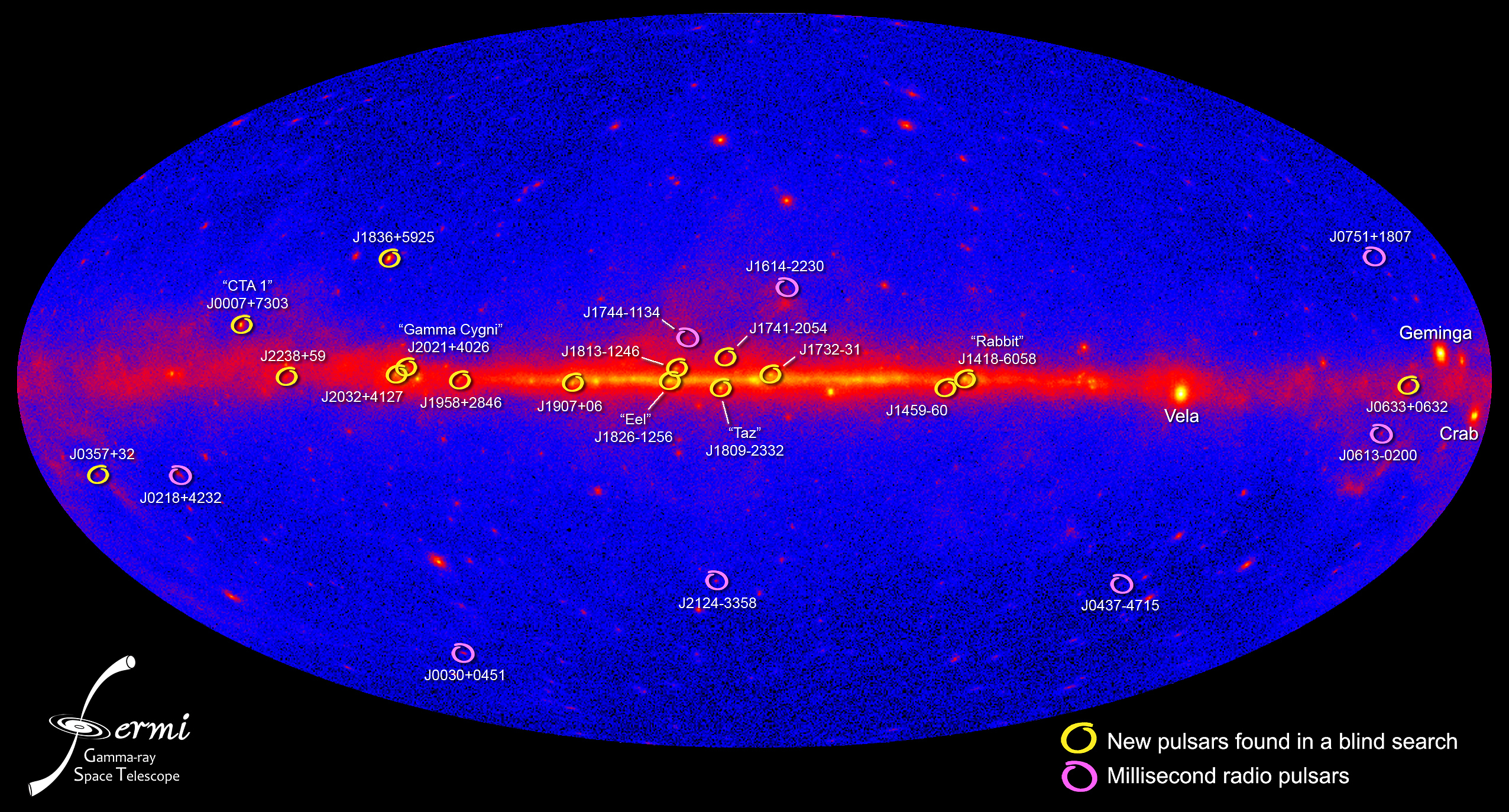
Gamma-ray pulsars detected by the Fermi Gamma-ray Space Telescope.

دورة نابض أشعة غاما من النجوم النابضة فيلا. شيدت من الفوتونات التي اكتشفتها فيرمي في تلسكوب المساحة الواسعة.
أول اكتشاف أساسي عندما جاء تلسكوب الفضاء الكاشف عن النجوم النابضة في الاتحاد الصيني للتنس 1 بقايا السوبرنوفا التي يبدو
أنها تنبعث منها إشعاعات في عصابات للأشعة غاما الوحيدة للمرة الأولى في نوعها. [26]
هذه النجوم النابضة الجديدة تجتاح الأرض كل316.86 مللي ثانية وحوالي 4,600 سنة ضوئية.
انفجار أشعة غاما GRB 080916C في الكوكب كارينا، التي وقعت في أيلول / سبتمبر 2008، وسجلت بواسطة التلسكوب تم تأكيد أنها تحمل "
أكبر مجموع للطاقة وأسرع التحركات، وعلى أعلى انبعاثات للطاقة الأولية". وكانت قوة الانفجار نحو 9,000 من السوبرنوفا العاديين، والرصاصات التي ينبعث منها غاز من أشعة غاما الأولي يجب أن يكون انتقل إلى 99.9999 في المئة من سرعة الضوء. وقوة هائلة وسرعة اتخاذ هذا الانفجار هي أكثر سرعة سجلت حتى الآن.
GLAST حزمة العلوم
بعد تقديم لمحة عامة عن أدوات وأهداف GLAST، وجنيفر كارسون من جامعة ستانفورد مركز السرعة الخطية يلمح إلى أن الأهداف الرئيسية «كلها قابلة للتحقيق مع كل من السماء الماسح الضوئي لمراقبة الوضع.»
GBM
```
GBM هو عبارة عن انفجار مراقب أشعة غاما (سابقا GLAST مراقب الانفجار)؛ GBM يكشف المشاعل المفاجئ لأشعة غاما التي تنتجها انفجارات اشعة غاما والتوهجات الشمسية. 
```

وscintillators هي على جانبي المركبة الفضائية لعرض كل من السماء التي لا يعوقها الأرض.
التصميم هو الأمثل لقرار جيد في وقت وطاقة الفوتون.
«انفجارات اشعة غاما مشرقة يمكننا ان نراها من مليارات سنة ضوئية، وهو ما يعني أنها وقعت منذ مليارات السنين، ونحن نستطيع أن نرى كيف كانوا ينظرون اليها»
كما يقول تشارلز ميجان التابع لناسا مركز مارشال لرحلات الفضاء.
GBM المؤسسات المشاركة
فريق مؤسسة الولايات المتحدة
- ناسا مركز مارشال لرحلات الفضاء، جامعة ألاباما في هانتسفيل

فريق المؤسسة الألمانية
LAT
LAT هي مختصر للمساحة الواسعة للتلسكوب؛ LAT تكشف عن أشعة غاما الفردية باستخدام تكنولوجيا مماثلة لتلك المستخدمة في سرعات الجسيمات الأرضية. الفوتونات ضرب صفائح معدنية رقيقة، وتحويل لالإلكترون—أزواج بوزيترون، عن طريق عملية تعرف باسم زوج الإنتاج. هذه الجسيمات المشحونة تمر عبر طبقات من السيليكون معشق كاشفات مغير، مما يسبب التأين الذي ينتج الحبوب الضئيلة من اكتشاف الشحنة الكهربائية. الباحثون يمكنهم الجمع بين المعلومات الواردة من عدة طبقات من هذا تعقب لتحديد مسار للجزيئات. بعد مرورها من خلال تعقب، والجسيمات دخول المسعر، الذي يتألف من كومة من بلورات يوديد سيزيوم لقياس الطاقة الاجمالية للجزيئات. مجال عرض LAT كبير، حوالي 20 ٪ من السماء. جودة هذه الصور لا تزال متواضعة وفقا للمعايير الفلكية، لدقائق قوس قليلة الفوتونات أعلى من الطاقة وحوالي 3 درجات على 100 مليون إلكترون فولت. LAT هو أكبر وأفضل للجهاز البلشون الأبيض في وكالة ناسا مرصد كومبتون بأشعة غاما الأقمار الصناعية في 1990s. العديد من البلدان المنتجة للمكونات ل LAT، الذي أرسل بعد ذلك لتجميع العناصر في مركز ستانفورد مسرع الخطي (المكتب الإقليمي الفرعي).

## اكتشاف فقاعتي فيرمي من أشعة جاما والأشعة السينية تنبعث من مركز درب التبانة

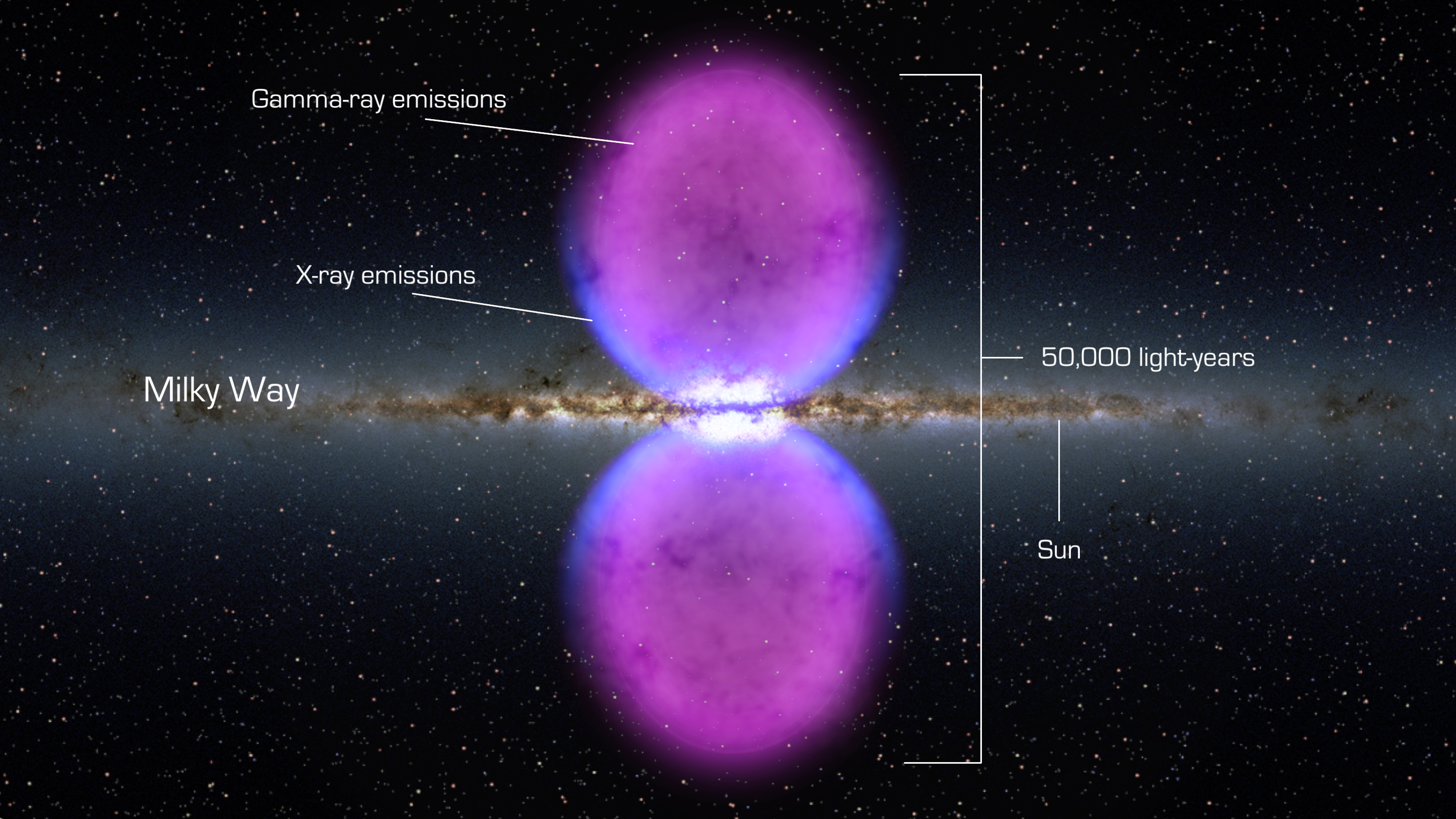

الصورة أسفله تبين فقاعات أشعة جاما والأشعة السينية منطلقتان من مركز مجرة درب التبانة إلى أعلى وإلى أسفل . لا يزال العلماء يحاولون فهم وتفسير تلك الظاهرة.
في نوفمبر 2010، أُعلن أنه تم اكتشاف عند فقاعتان من أشعة غاما والأشعة السينية حول مجرة درب التبانة المضيفة للأرض والنظام الشمسي. الفقاعات المسماة "" فقاعات Fermi تمتد على مسافة 25 ألف سنة ضوئية أعلى وأسفل مركز المجرة. عمل «فينكهايمر»، بناءً على بحث أجراه «ج. دوبلر»، على حل هذه المشكلة

## المؤسسات المشاركة

### فريق مؤسسات الولايات المتحدة
- جامعة ستانفورد، قسم الفيزياء، مجموعة GLAST & هانسن مختبر الفيزياء التجريبية
- مسرع مركز ستانفورد الخطي، فيزياء الجسيمات المجموعة
- مركز غودارد للطيران الفضائي، شعبة العلوم الفلكية
- مختبر الأبحاث البحري الأمريكي، الطاقة العالية البيئة الفضائية (ذات المناظر)
- جامعة ولاية أوهايو، قسم الفيزياء
- جامعة كاليفورنيا في سانتا كروز، قسم الفيزياء ومعهد فيزياء الجسيمات
- جامعة سونوما، قسم الفيزياء وعلم الفلك
- جامعة واشنطن
- تكساس A&M جامعة Kingsville

### فريق المؤسسات اليابانية
- اليابان GLAST التعاون
- جامعة طوكيو
- معهد طوكيو للتكنولوجيا
- معهد للبحوث الكونية راي
- معهد العلوم الفضائية والملاحة
- جامعة هيروشيما

### فريق المؤسسات الإيطالية
- المعهد القومي للفيزياء نوكلير (INFN)
- وكالة الفضاء الإيطالية
- Istituto di Fisica Cosmica، ميلانو، لجنة المصالحة الوطنية
- INFN وجامعة باري
- INFN وجامعة بادوفا
- INFN وجامعة بيروجيا
- INFN وجامعة بيزا
- INFN وجامعة روما تور فيرغاتا
- INFN وجامعة ترييستي
- INFN وجامعة أوديني

### فريق المؤسسات الفرنسية
Service d'Astrophysique، لجنة التأمين DAPNIA، لجنة التأمين Saclay
- المركز الوطني للدراسات الفضائية
- المعهد الوطني للبنية الجسم Nucléaire آخرون دي بنية الجسم ديس Particules، IN2P3
- Laboratoire Leprince-Ringuet de l'École Polytechnique
- مركز d' Études nucléaires بوردو جرادينا
- مخبر بنية الجسم théorique آخرون Astroparticules، مونبلييه

### فريق المؤسسات السويدية
- المعهد الملكي للتكنولوجيا
- جامعة ستوكهولم

## التربية والتعليم وتوعية الجمهور
التثقيف والتوعية العامة من العناصر الهامة لهذا المشروع GLAST. الرئيسية GLAST التعليم وتوعية الجمهور في موقع http://glast.sonoma.edu العروض العبارات إلى الموارد اللازمة للطلاب والمعلمين والعلماء والجمهور.
ناسا التربية والتعليم والتوعية العامة (هاء / ص) تعمل المجموعة على التعليم والموارد GLAST التوعية في جامعة سونوما.

## جائزة روسي
مُنحت جائزة برونو روسي لعام 2011 لبيل أتوود، وبيتر ميشيلسون، وفريق فيرمي لات لإسهاماتهم في تطوير تلسكوب المساحة الكبيرة الذي مكّن العالم من الحصول على رؤى جديدة للنجوم النيوترونية وبقايا السوبرنوفا والأشعة الكونية والأنظمة الثنائية ونويات المجرة النشطة وانفجارات أشعة جاما.
بينما مُنحت الجائزة في عام 2013 لروجر و. روماني من جامعة ليلاند ستانفورد جونيور، ولمركز أليس هاردينغ لجودارد لرحلات الفضاء لعملهم في تطوير الإطار النظري الذي تقوم عليه العديد من نتائج النجوم النابضة المثيرة للحماس من تليسكوب فيرمي غاما راي سبيس.
ذهبت جائزة روسي عام 2014 إلى تريسي سلاتر، ودوغلاس فينكينر، ومينغ سو لاكتشافهم -باستخدام أشعة غاما- الهيكل المجري الكبير على نحوٍ غير متوقع، والذي سُمّي فيما بعد فقاعات فيرمي.
مُنحت الجائزة في عام 2018 لكولن ويلسون هودج، وفريق فيرمي جي بي إم لاكتشافهم (GRB 170817A)، وهو أول اكتشاف لا لبس فيه ومستقل تمامًا عن النظير الكهرمغنطيسي لإشارة موجة الجاذبية (GW170817) الذي أكد أن انفجارات أشعة غاما القصيرة يتم إنتاجها بواسطة عمليات اندماج بين النجوم النيوترونية الثنائية، والذي جعل حملة متابعة الأمواج متعددة الأطوال العالمية أمرًا ممكنًا.

## اقرأ أيضا
- مطياف ألفا المغناطيسي
- تجربة أليس
- تجربة أطلس